# کازوئو کیتامورا
کازوئو کیتامورا (انگلیسی: Kazuo Kitamura; ۱۱ مارس ۱۹۲۷ – ۶ مهٔ ۲۰۰۷) بازیگر اهل ژاپن بود.
از فیلم‌ها یا برنامه‌های تلویزیونی که وی در آن نقش داشته‌است می‌توان به تورا! تورا! تورا!، باران سیاه، و طولانیترین روز ژاپن اشاره کرد.